# ウェビー賞
ウェビー賞 (ウェビーしょう、英: The Webby Awards) は、1996年に開始されて以降、国際デジタル芸術科学アカデミー (IADAS) によって毎年主催され、優れたインターネットに贈られる賞である。IADASの審査員はインターネット業界の専門家や技術革新に寄与した人物など、2000名超で構成される。第22回ウェビー賞 (2018年発表) はウェブサイト、映画・動画、広告・メディア・PR、モバイルサイト・アプリ、ソーシャル、ポッドキャスト・デジタルオーディオ、ゲームの7カテゴリーが設けられている。
「インターネット界で最も名誉ある賞」と言われ、「インターネット界のアカデミー賞」とも評される。

## 審査プロセス
エントリーフェーズでは、有料で一般による自己推薦エントリーが行われる。カテゴリーが複数にまたがる場合は、複数エントリーも可能である。エントリー数は1万件以上に上り、IADASのアソシエートメンバ― (過去の受賞者・ノミネート候補者および業界関係者で構成) によって一次選考が行われ、上位のみが二次選考に進む。二次選考ではIADASのエグゼクティブメンバーによって審査される。二次選考では1カテゴリーあたり5ノミネートに絞られる。
最終審査はThe Webby AwardとThe Webby People's Voice Awardに分けられる。The Webby AwardはIADASのエグゼクティブメンバーによって投票が行われる。ただし、利益相反が生じるカテゴリーには特定のエグゼクティブメンバーに投票権が付与されない。一方、The Webby People's Voice Awardは一般投票で審査が行われる。毎年、数百万の一般投票が集まる。
また二次選考で落選したエントリーのうち、審査員から特別の推薦を受けたもののみOfficial Honoreesが授与される。Official Honoreesはエントリー総件数の15%以内と定められている。
1. ↑  第21回ウェビー賞は13000件が世界70か国からのエントリーされた[6]。

## 受賞者
受賞者にはAmazon.com、eBay、Yahoo!、iTunes、Google、Facebook、ウィキペディア、Airbnb、Kickstarterなどが含まれる。

## 評価と批判
自己推薦形式のエントリー、また受賞者・ノミネート候補者の授賞式参加ともに有償のため、審査対象が狭められているとの批判がある。オンラインメディアのゴーカーは、ウェビー賞を悪徳詐欺 (scam) と呼び「ウェビー賞は愚かで見え透いたまね事であり、金をむしり取っている」と酷評している。
これに対し、ウェビー賞のエグゼクティブディレクターを務めるデヴィッド・ミシェル・デービスは「エントリー料を審査プロセスの質維持に役立てている。スポンサー料による運営では開催年によって審査にバラつきが生じる」とウォールストリートジャーナル上で反論している。

## その他関連記事
- Joanna Glasner, "Usual Suspects Dominate Webbys" - Wired News, May 9, 2006
- Jack Shafer, "What? You've Not Been Honored by the Webbys?", Slate Magazine, April 9, 2008
- Leslie Walker, "Webby Awards Salute Online Originality",  Washington Post, June 8, 2003